# Náhradní vojenská služba
Náhradní vojenská služba byla do roku 2004 druhem vojenské služby v Armádě České republiky, vykonávané v některých případech místo základní vojenské služby, či civilní služby. Vykonávaly ji jen určité osoby. Určení k náhradní službě přicházelo v úvahu ze zákona, na žádost nebo z moci úřední. Náhradní služba trvala 5 měsíců (později 3 měsíce).

## Průběh služby
Stejně jako voják základní služby, voják v rámci náhradní služby po nástupu absolvoval měsíční přijímač - základní vojenský výcvik (např. seznámení s vojenským řádem, hodnostmi, pořadová příprava, střelecká příprava – ovládání samopalu vzor 58, házení ručních granátů, polní opevňování – hloubení okopů, překonávání vodních překážek – brodění, ochrana proti zbraním hromadného ničení, tělesná příprava, atd.) Potom složil vojenskou přísahu a byl pro zbytek náhradní služby přiřazen k útvaru. Po ukončení náhradní vojenské služby byl převeden do zálohy.

## Určení k náhradní službě ze zákona
K náhradní službě ze zákona určil náčelník územní vojenské správy občany, kteří bez vlastní viny byli odvedeni po 31. prosinci roku, v němž dovršili věk 30 let, nebo bez vlastní viny nenastoupili základní službu do 31. prosince roku, v němž dovršili věk 30 let.
(2) Určení k náhradní službě ze zákona se nevztahovalo na občany, kteří se dlouhodobě zdržovali v zahraničí.

## Určení k náhradní službě na žádost
(1) K náhradní službě na žádost bylo lze určit odvedence a vojáky v základní službě, kteří dosud nevykonali 3 měsíce základní služby, nebo vojáky, kterým byla základní služba přerušena, aniž vykonali 3 měsíce základní služby, požádají-li o to ze závažných rodinných, sociálních nebo hospodářských důvodů. Na určení k náhradní službě na žádost nebyl právní nárok.
(2) Žádost o určení k náhradní službě podával odvedenec příslušné územní vojenské správě, voják služebnímu orgánu.
(3) K žádosti o určení k náhradní službě žadatel připojil prohlášení o rodinných, sociálních nebo hospodářských poměrech. Udával-li žadatel jako důvod zdravotní stav osob blízkých, připojil potvrzení ošetřujícího lékaře.
(4) O žádostech odvedenců o určení k náhradní službě rozhodoval náčelník územní vojenské správy; o žádostech vojáků v základní službě rozhodoval služební orgán.
(5) Ministerstvo stanoví vyhláškou rozsah závažných důvodů pro možné určování k náhradní službě na žádost.